# Xã Washington, Quận Wapello, Iowa
Xã Washington (tiếng Anh: Washington Township) là một xã thuộc quận Wapello, tiểu bang Iowa, Hoa Kỳ. Năm 2010, dân số của xã này là 1.394 người.